# Beren de Gondor
En el universo imaginario de J. R. R. Tolkien y en los apéndices de la novela El Señor de los Anillos, Beren, hijo de Egalmoth, fue el decimonoveno Senescal Regente de Gondor.

## Historia
Nació en Minas Tirith en el año 2655 de la Tercera Edad del Sol, y sucedió a su padre en el 2743 T. E. Durante su gobierno tuvo lugar el ataque de los corsarios de Umbar a las costas del sur de Gondor. Con tres grandes flotas asolaron todo el sur, llegando a internarse por los ríos Lefnui e Isen, enviando por este último ayuda a los dunlendinos que habían ocupado Rohan.
El Largo Invierno de los años 2758-2759 T. E. dificultó el envío de auxilio al rey Helm Manomartillo, además porque casi todo su ejército luchaba en el sur al mando de su hijo Beregond. Pero al llegar la primavera, los corsarios habían sido derrotados e inmediatamente envió ayuda a los rohirrim, contribuyendo a limpiar el territorio de Rohan de enemigos.
Quizás porque los rohirrim se recuperaron muy lentamente del Largo Invierno y de la invasión o porque veía en los dunlendinos un peligro latente, Beren le dio las llaves de Isengard al mago Saruman y él habitó en adelante en Orthanc.
Tras veinte años de reinado y 108 de vida murió en el año 2763 T. E. Fue sucedido por Beregond.